# Dendroctonus frontalis
Dendroctonus frontalis, comúnmente conocido como gorgojo del pino o gorgojo descortezador del pino, es una especie de gorgojo nativo de los bosques del sur de Estados Unidos, México y América Central. Tiene un exoesqueleto duro de color marrón-rojizo hasta negro y mide unos 3 milímetros, aproximadamente el tamaño de un grano de arroz. Tiene patas cortas, la parte trasera de su cuerpo es redonda.
Dendroctonus frontalis habita ciertas especies de pino. Es considerado una de las mayores plagas en zonas forestales en su área de distribución.
En los Estados Unidos los árboles afectados incluyen P. taeda, P. echinata, P. elliottii, P. virginiana, P. rigida, P. palustris, P. serotina, P. pungens, P. strobes, P. ponderosa, P. engelmannii y P. leiophylla.
En América Central los árboles afectados incluyen P. caribaea, P. engelmannii, P. leiophylla, P. maximinoi y P. oocarpa.